# Staw biodrowy

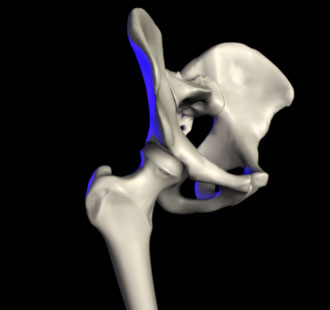

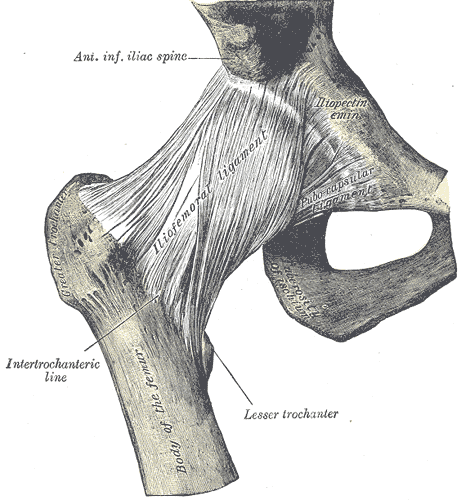

Staw biodrowy (łac. articulatio coxae) – w anatomii człowieka staw kulisty panewkowy tworzony przez głowę kości udowej oraz panewkę stawu biodrowego kości miednicznej. Przenosi ciężar ciała z tułowia na kończyny dolne oraz umożliwia ich ruchomość. Jeden z największych stawów organizmu człowieka.

## Powierzchnie stawowe
Powierzchnie stawowe stawu biodrowego tworzą pokryte chrząstką szklistą głowa kości udowej i powierzchnia księżycowata panewki stawu biodrowego.
Główkę stawu biodrowego tworzy kulista głowa kości udowej. Na jej szczycie znajduje się niewielkie wgłębienie – dołek głowy kości udowej (fovea capitis femoris), będący miejscem przyczepu więzadła głowy kości udowej. Głowa kości udowej porusza się w panewce stawu biodrowego, składającej się z powierzchni księżycowatej (facies lunata) oraz wypełnionego tkanką tłuszczową dołu panewki (fossa acetabuli). Panewka dodatkowo pogłębiona jest chrzęstnym obrąbkiem panewkowym (labrum acetabulare). Dwa brzegi obrąbka połączone są więzadłem poprzecznym panewki, przerzuconym nad wcięciem panewki.
Cały staw otoczony jest mocną i grubą torebką stawową.

## Więzadła stawu biodrowego
Torebka stawowa wzmocniona jest bardzo silnymi więzadłami, których głównym zadaniem jest hamowanie nadmiernych ruchów kończyny.
Więzadło biodrowo-udowe odchodzi od kolca biodrowego przedniego dolnego i przyczepia się do kresy międzykrętarzowej. Pasmo górne tego więzadła hamuje ruchy obrotowe uda na zewnątrz i ogranicza przeginanie się do tyłu, oraz hamuje ruch przywodzenia uda. Pasmo przednie hamuje nadmierne prostowanie oraz obrót uda do wewnątrz. Oba pasma są dla siebie antagonistami. Jest to najsilniejsze więzadło z całego organizmu. Może wytrzymać obciążenie do 350 kg.
Więzadło łonowo-udowe rozpoczyna się na trzonie i gałęzi górnej kości łonowej i dochodzi do krętarza mniejszego kości udowej. Ogranicza odwodzenie uda.
Więzadło kulszowo-udowe jest rozpięte pomiędzy tylnym brzegiem panewki a krętarzem większym. Hamuje ruchy obrotowe uda do wewnątrz oraz ruchy przywodzenia.
Powyższe więzadła są wzajemnie powiązane tworząc warstwę okrężną. Jest to okrężne pasmo włókniste, przebiega wokoło szyjki anatomicznej głowy kości udowej. Warstwa okrężna wzmacnia torebkę stawową, uelastycznia i stabilizuje staw biodrowy.
Wewnątrz stawu biodrowego znajduje się mniejsze więzadło – więzadło głowy kości udowej, rozpięte między dołkiem głowy a dołem panewki. Hamuje ono ruchy przywodzenia oraz ruchy obrotowe na zewnątrz. Przebiega w nim tętnica więzadła głowy, będąca odnogą gałęzi panewkowej tętnicy zasłonowej.

## Ruchy w stawie biodrowym
Udo, a wraz z nim cała kończyna dolna, w stawie biodrowym wykonuje następujące ruchy:
W płaszczyźnie strzałkowej:
- prostowanie (extensio)
- zginanie (flexio)

W płaszczyźnie czołowej:
- odwodzenie (abductio)
- przywodzenie (adductio)

W płaszczyźnie poprzecznej:
- rotacja zewnętrzna (rotatio externa)
- rotacja wewnętrzna (rotatio interna)

Kombinacja ruchów, we wszystkich płaszczyznach:
- obwodzenie (circumductio)

## Wymiana stawu biodrowego
Zwyrodnienie stawów zostało uznane przez WHO za chorobę cywilizacyjną. W raporcie NIK za rok 2021 zapisano, że co trzeci senior w Polsce będzie wymagał wymiany stawu biodrowego. W 2018 roku w całym kraju wykonano 56 983 endoprotezoplastyk stawu biodrowego. 